# Marquesado de Irún
El Marquesado de Irún es un título nobiliario hereditario del Reino de España que el rey Alfonso XII otorgó el cinco de julio de 1875 a Manuel de la Serna y Hernández Pinzón en agradecimiento a los servicios prestados como general en jefe del ejército del Norte y, en particular, por liberar la plaza de Irún, sitiada y bombardeada por los carlistas en los primeros días de noviembre de 1874. Ocupó la Capitanía General de Cataluña (1872). Fue Senador por Sevilla (1876-77) y Vitalicio (1877) con rango de Teniente General.

## Titulares
- Manuel de la Serna y Hernández Pinzón, I marqués de Irún.
- Fernando de la Serna y Zuleta, II marqués de Irún, casado en primeras nupcias con María Ana de Adorno y Zuleta-Reales. Después de enviudar, se casó con Antonia Méndez de Vigo y Fernández de Cuevas.[4]
- Antonio de la Serna y Méndez de Vigo, III marqués de Irún.[5] Le sucedió su sobrino, hijo de su media hermana María Josefa de la Serna y Adorno y de Luis Gordon y Doz.
- Alejandro Gordon de la Serna, casado con Maruja Rivero Picardo Gordon, IV marqués de Irún.
- Luis Gonzaga Gordon Rivero, casado con Ana Saínz de Rozas Benítez Gibaja, V marqués de Irún.[6]